# Bataille de Novi
 (mai 2025).
Deuxième Coalition - Campagne d'Italie
Batailles
Guerre de la Deuxième Coalition
- St George's Caye (navale) (09-1798)
- Nicopolis (10-1798)
- Corfou (11-1798)
- Copenhague (navale) (04-1801)
- Algésiras (navale) (06-1801)

Campagne de Hollande
- Callantsoog (08-1799)
- Vlieter (08-1799)
- Zyp (09-1799)
- Bergen (09-1799)
- Alkmaar (10-1799)
- Castricum (10-1799)

Campagne de Suisse
- Ostrach (03-1799)
- Feldkirch (03-1799)
- 1re Stockach (03-1799)
- Frauenfeld (05-1799)
- Winterthour (05-1799)
- 1re Zurich (06-1799)
- Schwytz (08-1799) (en)
- Amsteg (08-1799)
- Saint-Gothard (09-1799)
- 2e Zurich (09-1799)
- Linth (09-1799)
- Muten (10-1799) (ru)
- Engen (05-1800)
- 2e Stockach (05-1800)
- Moesskirch (05-1800)
- Biberach (05-1800)
- Erbach (05-1800)
- Höchstädt (06-1800)
- Ampfing (12-1800)
- Hohenlinden (12-1800)

Campagne d'Égypte
- Malte 1 (06-1798)
- Malte 2 (06-1798)
- Alexandrie (07-1798)
- Chebreiss (07-1798)
- Pyramides (07-1798)
- 1re Aboukir (08-1798)
- Salheyeh (08-1798)
- Malte 3 (09-1798)
- Sédiman (10-1798)
- Caire (10-1798)
- Samanouth (01-1799)
- El Arish (02-1799)
- Syène (02-1799)
- Jaffa (03-1799)
- Saint-Jean-d'Acre (03-1799)
- Mont-Thabor (04-1799)
- 2e Aboukir (07-1799)
- Damiette (11-1799)
- Héliopolis (03-1800)
- 3e Aboukir (03-1801)
- Mandora (03-1801)
- Canope (03-1801)
- Fort Jullien (04-1801)
- Le Caire (06-1801)
- Alexandrie (08-1801)

2e Campagne d'Italie
- Vérone (03-1799)
- Magnano (04-1799)
- Cassano (04-1799)
- Mantoue (04-1799)
- Bassignana (05-1799)
- 1re Marengo (05-1799) (en)
- Modène (06-1799) (en)
- Trebbia (06-1799)
- 2e Marengo (06-1799) (en)
- Novi 1 (08-1799)
- Rome (09-1799)
- Mannheim (09-1799) (en)
- Novi 2 (10-1799) (en)
- Genola (11-1799)
- Gênes (04-1800)
- Sassello (04-1800) (en)
- Fort Bard (05-1800)
- Verceil (05-1800)
- Turbigo (05-1800)
- Montebello (06-1800)
- 3e Marengo (06-1800)
- Pozzolo (12-1800)

La bataille de Novi se déroule le 28 thermidor an VII (15 août 1799), lors de la Campagne d'Italie, pendant la guerre de la deuxième coalition. Elle s'achève par la victoire de l'armée austro-russe, sous les ordres d'Alexandre Souvorov, contre les troupes françaises du général Barthélemy Catherine Joubert. Celles-ci, qui en sont à leur troisième défaite en six mois, sont alors chassées d'Italie qu'elles occupaient depuis la campagne de Napoléon Bonaparte en 1797.

## Contexte
Les armées de Souvorov sont entrées en Italie au printemps 1799. Elles ont remporté la victoire à Cassano contre le général Moreau et à La Trébie contre le général Macdonald, reprenant ainsi une grande partie du nord de l'Italie aux Français.
Sieyès nomme le général Joubert à la tête de l'armée française d'Italie, car il le croit capable de redresser la situation. Il emmène avec lui un renfort de 20 000 conscrits, portant ainsi son armée à 30 000 hommes. Théoriquement, Souvorov possède 70 000 soldats à son service, mais nombre d'entre eux ont été laissés en garnison en différentes places d'Italie du Nord. À Novi, pour la bataille qui s'annonce, il ne dispose que de 45 000 hommes.

## Les généraux
La réputation d'Alexandre Souvorov n'est plus à faire. Depuis 1768, date où il a battu la Confédération de Bar en Pologne, il n'a jamais perdu une bataille. Sa réputation d'invincibilité atteint son zénith lors de la guerre russo-turque, alors qu'il s'empare des forteresses réputées imprenables d'Otchakov et d'Izmaïl. En 1794, il écrase l'insurrection polonaise lors des batailles de Maciejowice et de Praga. C'est l'empereur d'Autriche qui a insisté auprès du tsar Paul Ier, pour qu'il soit nommé à la tête des forces austro-russes chargées de reconquérir l'Italie.
Le général Barthélemy Catherine Joubert a à peine trente ans mais il n'est pas novice dans la guerre. En 1797, il a secondé brillamment Napoléon Bonaparte dans sa campagne d'Italie, s'illustrant à Montenotte, Millesimo, Mondovi et surtout Rivoli. Nommé commandant en chef en Italie, en octobre 1798, il force le roi de Sardaigne à abdiquer, mais donne sa démission lorsqu'il apprend que les commissaires civils du Directoire veulent restreindre son indépendance. Après la défaite de La Trebbia, Sieyès le rétablit dans ses fonctions avec les pleins pouvoirs.

## Veille de la bataille
Lorsque Souvorov apprend la nomination de Joubert, il commet l'erreur de le sous-estimer en déclarant : C'est un jouvenceau qui vient à l'école, nous allons lui donner une leçon.
Au lieu de réunir ses forces en un seul point, il décide que chacun des trois corps d'armée aura des objectifs différents et devra se battre sans se préoccuper de ce que font les deux autres. Son aile droite, commandée par le général autrichien Pál Kray, devra enfoncer l'aile gauche française et prendre Novi de revers. L'aile gauche, sous les ordres du russe Pierre de Bagration, reçoit l'ordre de contenir l'aile droite française. Souvorov commandera l'armée du centre et s'occupera de s'emparer de Novi. 
Du côté français, Joubert a pris le commandement de son aile gauche, donnant le centre au général Moreau et l'aile droite au général François Watrin.

## Déroulement de la bataille

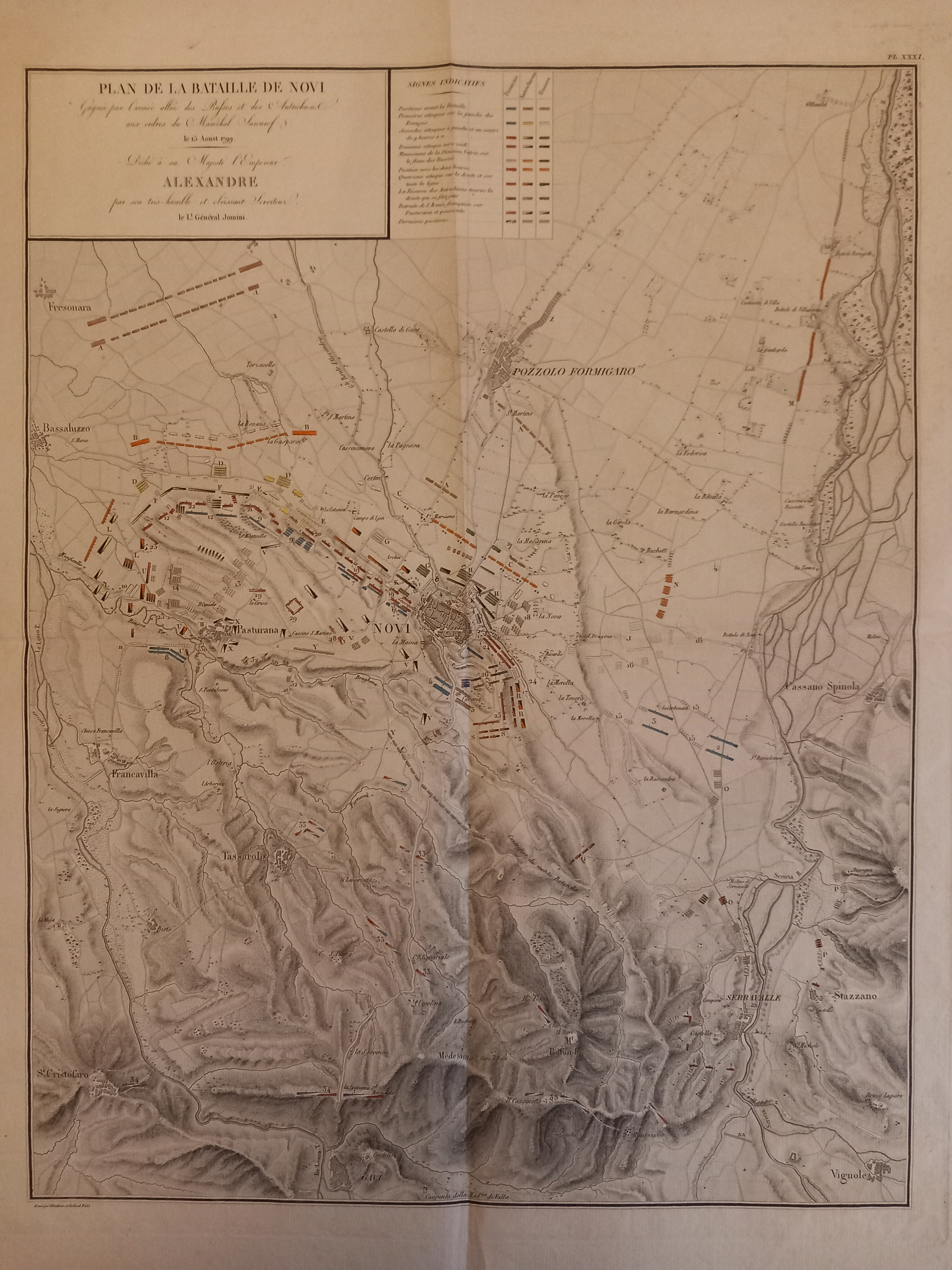
Plan de la bataille de Novi gagnée par l'armée alliée des Russes et des Autrichiens aux ordres du Maréchal Suvorov le 15 Aoust 1799 dediée à sa Majesté l'empereur ALEXANDRE par son très humble et obéissant Serviteur le Lt. Général Jomini

Le combat commence à cinq heures du matin avec une attaque foudroyante de Souvorov. À droite, le général Kray tente de s'emparer des hauteurs de Pasturana afin de prendre les Français à revers. Il est arrêté par Joubert, mais réussit tout de même à enfoncer le 20e légère. Joubert se met à la tête d'une colonne de grenadiers, va à leur aide et se prépare à contre-attaquer quand il est atteint mortellement d'une balle. Évacué, il mourra avant la fin de la bataille. 
Moreau, à la tête du secteur centre, prend alors le commandement suprême et envoie le général Pérignon remplacer Joubert sur le flanc gauche tenter de repousser Kray. Lui-même en a plein les bras contre l'armée de Souvorov, tentant de s'emparer de Novi. L'offensive de Kray se solde par un échec. 
À gauche, Bagration, qui vient d'apprendre les difficultés de Kray, tente d'opérer une diversion en marchant sur le poste de Novi. Watrin, qui a vu la manœuvre, le repousse et lance aussitôt une contre-offensive. 
En début d'après-midi, Souvorov sait que son plan d'attaque n'a pas fonctionné. Lui-même a réussi à repousser Moreau dans Novi mais la place n'est pas encore prise.
Une manœuvre du général autrichien Melas change la donne lorsqu'il parvient à occuper un plateau entre Novi et l'aile droite de l'armée française. À cinq heures du soir, il parvient à la prendre de revers, ce que n'avaient réussi ni Kray ni Bagration. Pressentant le danger, Moreau décide d'évacuer Novi et donne le signal de la retraite. Celle-ci se transforme en débandade lorsqu'une nouvelle offensive de Kray refoule l'aile gauche. Les troupes françaises se dispersent dans toutes les directions malgré les efforts de Moreau pour les rallier. En soirée, Souvorov entre en vainqueur dans Novi. 
Chez les Français, le bilan de la bataille est de 1 500 morts, 5 000 blessés et 3 000 prisonniers. Chez les Russes et les Autrichiens, il est de 1 800 morts, 5 200 blessés et 1 200 prisonniers.

## Conséquences
À la suite de la bataille de Novi, l'armée française doit évacuer l'Italie. À moyen terme, elle a cependant peu de conséquences car Napoléon Bonaparte revient au printemps 1800 y rétablir la situation.

## Dessin
- Un dessin de la bataille de Novi. 15.08.1799